# Білл Макгеррі
Вільям "Білл" Гаррі Макгеррі (англ. William "Bill" Harry McGarry, 10 червня 1927, Сток-он-Трент — 15 березня 2005, Південно-Африканська Республіка) — англійський футболіст, що грав на позиції півзахисника, зокрема, за клуби «Порт Вейл» та «Гаддерсфілд Таун», а також національну збірну Англії. По завершенні ігрової кар'єри — тренер.
Володар Кубка англійської ліги (як тренер).

## Клубна кар'єра
У футболі дебютував 1946 року виступами за команду «Порт Вейл», в якій провів п'ять сезонів, взявши участь у 146 матчах чемпіонату.  Більшість часу, проведеного у складі «Порт Вейла», був основним гравцем команди.
Своєю грою за цю команду привернув увагу представників тренерського штабу клубу «Гаддерсфілд Таун», до складу якого приєднався 1951 року. Відіграв за команду з Гаддерсфілда наступні десять сезонів своєї ігрової кар'єри. Граючи у складі «Гаддерсфілд Тауна» також здебільшого виходив на поле в основному складі команди.
Завершив професійну ігрову кар'єру у клубі «Борнмут», за команду якого виступав протягом 1961—1963 років.

## Виступи за збірну
1954 року дебютував в офіційних матчах у складі національної збірної Англії. Протягом кар'єри у національній команді провів у її формі 4 матчі.
У складі збірної був учасником чемпіонату світу 1954 року у Швейцарії, де зіграв з господарями (2-0) і Уругваєм (2-4).

## Кар'єра тренера
Розпочав тренерську кар'єру, ще продовжуючи грати на полі, 1961 року, очоливши тренерський штаб клубу «Борнмут».
1963 року став головним тренером команди «Вотфорд», тренував клуб з Вотфорда один рік.
Згодом протягом 1964–1968 років очолював тренерський штаб клубу «Іпсвіч Таун». Разом з яким виграв у 1968 році Другий дивізіон Футбольної ліги.
1968 року прийняв пропозицію попрацювати у клубі «Вулвергемптон». Залишив клуб з Вулвергемптона 1976 року, вигравши за цей час Кубок англійської ліги.
Протягом одного року, починаючи з 1976, був головним тренером національної збірної Саудівської Аравії.
1977 року був запрошений керівництвом клубу «Ньюкасл Юнайтед» очолити його команду, з якою пропрацював до 1980 року.
З 1982 і по 1983 рік очолював тренерський штаб національної збірної Замбії.
Останнім місцем тренерської роботи був клуб «Вулвергемптон», головним тренером команди якого Білл Макгеррі був протягом 1985 року.
Помер 15 березня 2005 року на 78-му році життя у Південно-Африканській Республіці.

## Титули і досягнення

### Як тренера
- Переможець Другого дивізіону (1):

«Іпсвіч Таун»: 1967—1968
- Володар Кубка англійської ліги (1):

«Вулвергемптон»: 1973—1974